# Mattmars landskommun
Mattmars landskommun var en tidigare kommun i Jämtlands län.

## Administrativ historik
Mattmars landskommun inrättades i Mattmars socken i Jämtland när 1862 års kommunalförordningar trädde i kraft 1863. Den upphörde vid kommunreformen 1952, då den gick upp i Mörsils landskommun. Sedan 1974 tillhör området Åre kommun.

## Kommunvapen
Mattmars landskommun förde inte något vapen. Vapen för Mattmars socken antogs 2009.

## Politik

### Mandatfördelning i valen 1938-1946
| 6 | 1 | 7 | 1 |

| 13 |

| 6 | 9 |

| 14 |

| 5 | 10 |

| 12 | 3 |